# Дусь, Виктор Иванович
Виктор Иванович Дусь — советский хозяйственный и политический деятель.

## Биография
Родился в 1915 году в Омске. Член КПСС.
Участник Великой Отечественной и советско-японской войн: командир 1-го огневого взвода 4-й батареи 29-й гвардейской пушечной артиллерийской бригады РГК.
В 1956—1963 гг. — председатель Черниговского горисполкома.
В 1963—1969 гг. — первый секретарь Черниговского горкома КПСС.
Делегат XXIII съезда КПСС.
Умер после 1985 года в Чернигове.

## Награды
- Орден Отечественной войны II степени (06.04.1985)
- Орден Трудового Красного Знамени (1966)
- Орден Красной Звезды (05.11.1944)